# Come Back to Me (chanson d'Hikaru Utada)
Pour les articles homonymes, voir Come Back to Me.
Singles de Utada
You Make Me Want to Be a Man
(2005) Sanctuary (...)
(2009)
Singles par Hikaru Utada
Eternally -Drama Mix-
(2008) Beautiful World -Acoustica Mix-
(2009)
Come Back to Me est une chanson d'Utada, sortie en « single digital » en 2009.

## Présentation
La chanson sort au format digital en téléchargement le 10 février 2009 sur le label américain Island Def Jam, plus de trois ans après le précédent single d'Utada, You Make Me Want to Be a Man. Elle avait en fait commencé par être diffusée en radio au Japon dès le 21 janvier 2009, mais n'y sera mise à disposition en téléchargement que le 18 février suivant. Elle est écrite (en anglais), composée et interprétée par Hikaru Utada, sous son seul nom « Utada » qu'elle utilise pour ses sorties sur ce label américain (elle sort en parallèle des disques au Japon sous son nom complet pour un autre label). Elle est coécrite et coproduite par le duo de producteurs Stargate (M.S. Eriksen et T.E. Hermansen), et bénéficie d'un clip vidéo réalisé par Anthony Mandler. 
La chanson figurera sur le second album d'Utada (sous ce nom), This Is the One, qui sort un mois plus tard en Asie puis en mai dans le reste du monde, ainsi que sur la compilation Utada the Best qui sortira l'année suivante. Aucune version physique du single n'est produite, mais plusieurs versions remixées de la chanson sont aussi mises à disposition ; deux d'entre elles figureront en titres bonus sur la version japonaise de l'album, et une autre figurera aussi sur la compilation.

## Versions
- Come Back to Me (Album Version) (3:58)
- Come Back to Me (Radio Edit) (3:58)
- Come Back to Me (Instrumental) (3:57)
- Come Back to Me (Tony Moran & Warren Rigg Radio Edit) (4:33) (figurera sur la compilation Utada the Best)
- Come Back to Me (Tony Moran & Warren Rigg Club Mix) (9:14)
- Come Back to Me (Tony Moran & Warren Rigg Dub) (8:08)
- Come Back to Me (Seamus Haji & Paul Emanuel Radio Edit) (4:05) (figurera sur la version japonaise de This Is the One)
- Come Back to Me (Seamus Haji & Paul Emanuel Club Mix) (8:20)
- Come Back to Me (Seamus Haji & Paul Emanuel Dub) (7:50)
- Come Back to Me (Quentin Harris Radio Edit) (4:24) (figurera sur la version japonaise de This Is the One)
- Come Back to Me (Quentin Harris Club Mix) (8:03)
- Come Back to Me (Quentin Harris Dub) (8:01)
- Come Back to Me (Mike Rizzo Radio Edit) (3:15)
- Come Back to Me (Mike Rizzo Funk Generation Club Mix) (7:56) (remix non officiel, mis à disposition par le DJ)